# 田中宣一
田中 宣一（たなか せんいち、1939年(昭和14年)7月26日 - ）は、日本の民俗学者。成城大学名誉教授。

## 略歴
福井県足羽郡（現・福井市）生まれ。1962年國學院大學文学部卒。1967年同大学院文学研究科博士課程単位取得退学。神奈川県立茅ヶ崎高等学校教諭、神奈川県立伊勢原高等学校、湘南高校教諭、1976年成城大学文芸学部専任講師、80年助教授、90年教授、1993年「年中行事の研究」で國學院大學民俗学博士に。2007年文学研究科長、2010年定年、名誉教授。

## 著書
- 『年中行事の研究』桜楓社、1992
- 『徳山村民俗誌 ダム 水没地域社会の解体と再生』慶友社 考古民俗叢書、2000
- 『祀りを乞う神々』吉川弘文館、2005　ISBN　9784642081894
- 『供養のこころと願掛けのかたち』小学館、2006
- 『名づけの民俗学 地名・人名はどう命名されてきたか』吉川弘文館・歴史文化ライブラリー、2014、オンデマンド版　2022　ISBN 9784642757737
- 『柳田国男・伝承の「発見」』岩田書院、2017年

### 共編著
- 『食の昭和文化史』松崎憲三共編著 おうふう、1995
- 『三省堂年中行事事典』宮田登共編 三省堂、1999
- 『海と島のくらし 沿海諸地域の文化変化』小島孝夫共編 雄山閣、2002
- 『半島のくらし 広域民俗誌の試み』小島孝夫共編 慶友社 考古民俗叢書、2009
- 『暮らしの革命 戦後農村の生活改善事業と新生活運動』編著 農山漁村文化協会、2011

### 記念論文集
- 『神・人・自然 民俗的世界の相貌 田中宣一先生古稀記念論集』慶友社、2010